# Mesotritia australis
Mesotritia australis är en kvalsterart som beskrevs av Sandór Mahunka 1984. Mesotritia australis ingår i släktet Mesotritia och familjen Oribotritiidae. Inga underarter finns listade i Catalogue of Life.